# Пісочник андійський
Пісочник андійський (Phegornis mitchellii) — вид сивкоподібних птахів родини сивкових (Charadriidae). Мешкає в Південній Америці. Єдиний представник монотипового роду Андійський пісочник (Phegornis). Філогенетичне положення цього роду неясне. Дослідники припускають, що андійський пісочник може бути спорідненим з австралійськими пісочниками.

## Опис

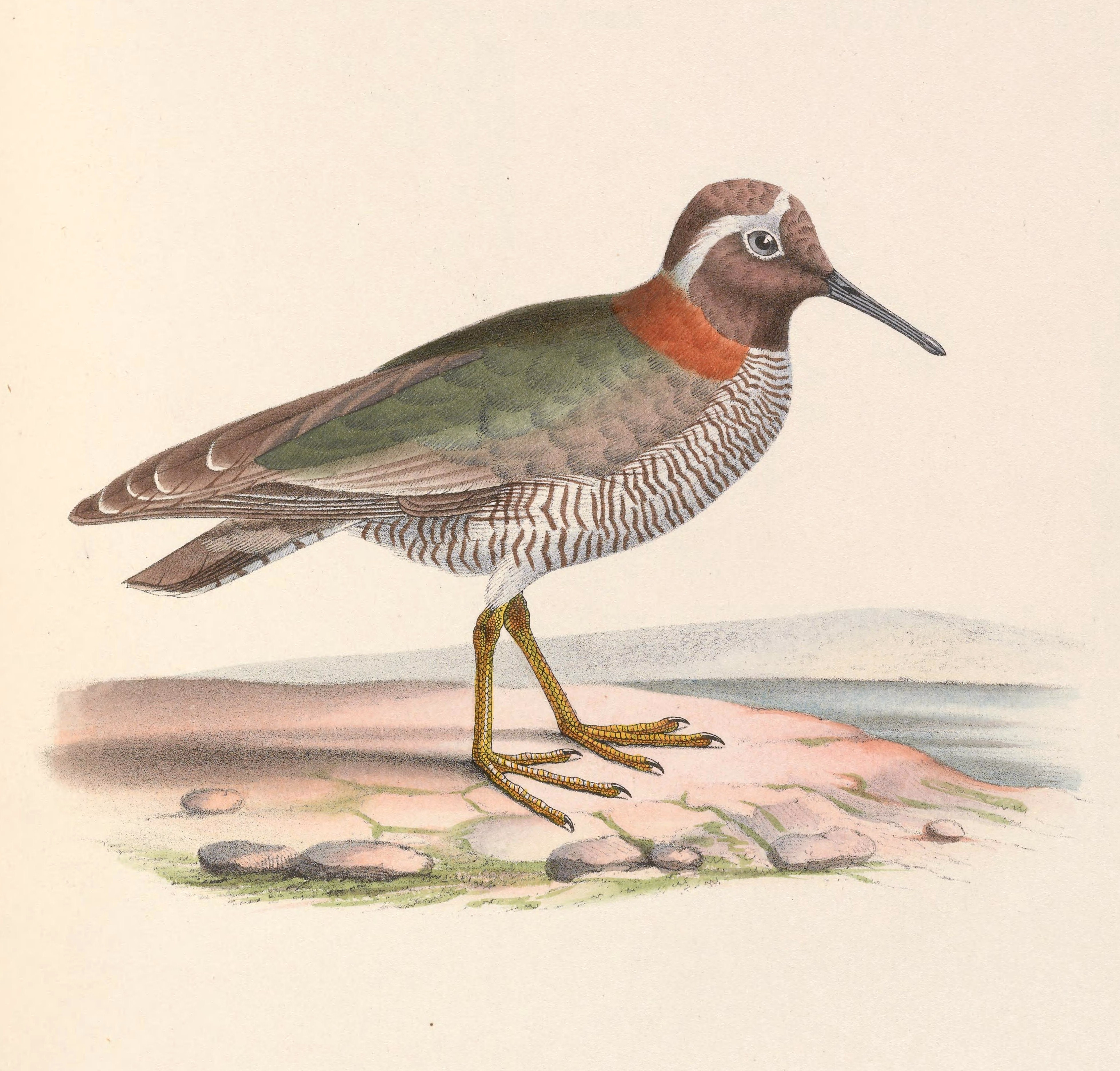
Андійський пісочник

Довжина птаха становить 16,5-19 см, вага 28-46 г. Голова чорна, на лобі і над очима проходить біла смуга. Шия каштанова, горло і груди білі, поцятковані сірими смужками, гузка і стегна білі, верхня частина тіла сіра, лапи оранжеві, дзьоб чорний. Виду не притаманний статевий диморфізм. У молодих птахів голова сіра, смужки на грудях не виражені, верхня частина тіла коричнева.

## Поширення і екологія
Андійські пісочники мешкають в Андах, на плоскогір'ї Пуна, в Аргентині, Чилі, Болівії і Перу. Вони живуть у високогірних тундрі і луках, на болотах. Гніздяться на висоті 3500-5000 м над рівнем моря, однак зимують на висоті 2000 м над рівнем моря.

## Розмноження
Андійські пісочники розмножуються влітку. Гніздо кругле, зроблене з трави. В кладці 2 яйця оливково-сірого кольору з чорними плямками.

## Збереження
Це малодослоджений і рідкісний птах. МСОП вважає стан збереження цього виду близьким до загрозливого.